# Таксидиотска кутия
Таксидиотска кутия е основен атрибут на пътуващите монаси, които по време на османското владичество в България, особено в периода на Възраждането, са осъществявали важни религиозни, просветителски и икономически функции.
В таксидиотските кутии пътуващите проповедници събират дарения за манастирите си, но и разнасят сред вярващите символи и ценни реликви за укрепване на Христовата вяра – християнски кръст, икони на Божията майка, Иисус Христос и други почитани светци, свещени останки на канонизирани радетели и мъченици на вярата.
Поради тази причина кутиите се наричат още Ставротеки – хранилища на кръста и съхранители на частици от свети мощи.